# Поличко Андрій Васильович
Андрій Васильович Поличко (нар. 22 квітня 1945, село Заріччя, тепер Іршавського району Закарпатської області) — український діяч, голова Виноградівської районної Ради народних депутатів, голова Виноградівського райвиконкому Закарпатської області. Народний депутат України 1-го скликання (у 1990—1992 роках).

## Біографія
Народився у селянській родині.
У 1963—1968 роках — студент Львівського лісотехнічного інституту, інженер-технолог.
У 1968—1976 роках — технолог, майстер, начальник майстерні, старший механік Виноградівської меблевої фабрики Закарпатської області.
Член КПРС з 1973 до 1991 року.
У 1976—1983 роках — начальник ремонтно-технічної майстерні, головний механік, головний інженер Виноградівського заводу залізобетонних виробів Закарпатської області.
У 1983—1984 роках — начальник Виноградівського рембудуправління Закарпатської області.
У 1984—1990 роках — начальник Виноградівського ПМК-78 об'єднання «Закарпатмеліоводгосп».
У 1990—1992 року — голова Виноградівської районної ради народних депутатів, голова виконавчого комітету Виноградівської районної ради народних депутатів Закарпатської області.
18.03.1990 року обраний народним депутатом України, 2-й тур, 68,02 % голосів, 10 претендентів. До груп, фракцій не входив. Член Комісії ВР України з питань державного суверенітету, міжреспубліканських і міжнаціональних відносин. Склав повноваження 18.06.1992 року у зв'язку з призначенням Представником Президента України у Виноградівському районі.
У 1992—1994 роках — представник Президента України у Виноградівському районі Закарпатської області.
До червня 2006 року — голова правління відкритого акціонерного товариства «Виноградівська пересувна механізована колона № 78» Закарпатської області.
З 2006 року — на пенсії, голова наглядової ради закритого акціонерного товариства «Виноградівська пересувна механізована колона № 78» Закарпатської області.

## Нагороди та звання
- медалі
- Почесний будівельник України
- Почесний громадянин міста Виноградів (2004)